# Etymologisk lista över USA:s delstater
Detta är en lista över USA:s delstaters namnursprung.

## Etymologisk lista över USA:s delstater
| Delstatsnamn                  | Ursprung                | Härrör från                          | Betydelse |
| ----------------------------- | ----------------------- | ------------------------------------ | --- |
| Alabama                       | choctawspråk            | albalmo                              | jag röjer snårskog |
| Alaska                        | aleutiska               | alaxsxaq                             | stort land |
| Arizona                       | O'Odham                 | arizuma                              | |
| Arizona                       | papago                  | aleh-zon, ari-sonac eller ali-shonak | liten källa |
| Arizona                       | spanska                 | arida zona                           | uttorkat område |
| Arkansas                      | sioux                   | akakaze                              | sydvindens folk (uppgiften osäker) |
| North Carolina South Carolina | latin                   |                                      | efter kung Karl II av England |
| Colorado                      | spanska                 |                                      | rödfärgad |
| Connecticut                   | pekuot                  | Quonehtacut                          | vid den långa flodmynningen |
| North Dakota South Dakota     | sioux                   | dakota                               | bundsförvanter |
| Delaware                      | engelska                | eponym                               | efter lord De La Warr, som färdades på Delawarefloden 1610                                                                                              |
| Florida                       | spanska                 | (pascua) florida                     | upptäcktes av spanjorerna på påskdagen och kallades därför Pascua Florida, blommande påsk                                                               |
| Georgia                       | latin                   | eponym                               | efter kung Georg II av England |
| Hawaii                        | polynesiska             | Hawaiʻi                              | okänd betydelse |
| Idaho                         | shoshone                | ee-dah-how                           | solen kommer från bergen |
| Illinois                      | algonkinska             | iliniwek                             | de är män |
| Indiana                       | engelska                |                                      | från indian |
| Iowa                          | sioux                   | aiyuwe                               | märg |
| Kalifornien                   | spanska                 |                                      | het ugn; förmodligen efter namnet på en fiktiv ö ("ön nära paradiset"); i en 1600-talsroman, "The Exploits of Esplandián" av García Ordóñez de Montalvo |
| Kansas                        | sioux                   | kansa                                | vindfolket |
| Kentucky                      | cherokesiska? huron?    |                                      | osäker betydelse, ev. ängsmarker eller prärie |
| Louisiana                     | franska                 | eponym                               | efter kung Ludvig XIV av Frankrike |
| Maine                         | franska                 | eponym                               | efter hertigen av Maine, son till Ludvig XIV |
| Maryland                      | engelska                | eponym                               | efter drottning Maria Henriette av England |
| Massachusetts                 | algonkinska             |                                      | det stora bergets folk |
| Michigan                      | algonkinska             | michigamaw                           | det stora vattnet |
| Minnesota                     | sioux                   | mnisota                              | delstaten namngiven efter en flod, grumligt vatten |
| Mississippi                   | sioux                   | misi-ziibi                           | vattnets fader |
| Missouri                      | sioux                   | mihsoori                             | stora gyttjefloden |
| Montana                       | spanska                 | montaña                              | berg |
| Nebraska                      | oto                     | nebrathka                            | platt vatten |
| Nevada                        | spanska                 |                                      | snötäckt |
| New Hampshire                 | engelska                |                                      | efter Hampshire i England |
| New Jersey                    | engelska                |                                      | efter Jersey, en av Kanalöarna |
| New Mexico                    | engelska                | Nuevo Mejico                         | efter aztekguden Mexitli |
| New York                      | engelska                | eponym                               | efter hertigen av York, sedermera kung Jakob II av England, som fått området som ett slags förläning.                                                   |
| North Carolina                | latin                   | eponym                               | Uppkallat efter kung Karl I av England. |
| North Dakota                  | sioux                   | dakhóta                              | "allierad" eller "vän" |
| Ohio                          | sioux                   | ohi:yo’                              | vacker flod |
| Oklahoma                      | choctaw                 | okla-homma                           | rött folk |
| Oregon                        | från franskans ouragan? | Ouragan                              | orkan, hurricane |
| Pennsylvania                  | latin                   | eponym                               | Penns skogsland, efter William Penn |
| Rhode Island                  | grekiska                | Ρόδος                                | Rhodos |
| Rhode Island                  | holländska              | rood eiland                          | röd ö |
| South Carolina                | latin                   | eponym                               | Uppkallat efter kung Karl I av England. |
| South Dakota                  | sioux                   | dakhóta                              | "allierad" eller "vän" |
| Tennessee                     | cherokesiska?           | tanasi                               | osäker betydelse, eventuellt efter cherokeestaden Tanassee                                                                                              |
| Texas                         | caddo                   | texas eller tejas                    | bundsförvanter, det namn som spanjorerna gav caddo- och hainaiindianerna och även taches                                                                |
| Utah                          | uto-aztek               |                                      | efter ute-indianerna |
| Vermont                       | franska                 | vert mont                            | det gröna berget |
| Virginia                      | latin                   |                                      | Jungfrulandet, efter drottning Elizabeth I av England                                                                                                   |
| West Virginia                 | se Virginia             | se Virginia                          | se Virginia |
| Washington                    | engelska                | eponym                               | efter George Washington |
| Wisconsin                     | chippewa                | wees-konsan                          | vattensamling |
| Wyoming                       | Lenni Lenape            | machewe-ami-ing                      | på de stora prärierna |